# 레이먼 존 나티신
 레이먼 존 나티신(영어: Ramon John Hnatyshyn, CC, 1934년 3월 16일~2002년 12월 18일)은 캐나다의 24대 총독이었다.